# ゴシック様式のプロテスタントの教会
『ゴシック様式のプロテスタントの教会』（ゴシックようしきのプロテスタントのきょうかい、蘭: Interieur van een protestantse gotische kerk, 英: Interior of a Protestant Gothic Church）は、オランダ黄金時代の画家エマヌエル・デ・ウィッテが1680-1685年にキャンバス上に油彩で制作した絵画である。A・ファン・デル・ホープ (A. van der Hoop) 氏からアムステルダム市に遺贈されたが、現在、市からの貸与作品としてアムステルダム国立美術館に展示されている。

## 作品
エマヌエル・デ・ウィッテはピーテル・ヤンスゾーン・サーンレダム同様、主に教会の内部を描いたが、2人の取り組み方はまったく異なっている。サーンレダムが可能な限り正確に実在する教会を描写しようとしたのに対し、デ・ウィッテは違う建造物のモティーフを用いて、自身が望む効果が生まれるように配列し、組み合わせたのである。したがって、彼の作品は現実の教会を本物そっくりに描写したものではない。画家は建築の細部にはあまり関心がなく、支柱の列が作りだすリズムとか、高窓から差し込む光といった絵画的な要素に関心があった。そして、光と陰の戯れを描き出す技量を持っていた。
本作に描かれた教会も実在する教会の内部を示しているのではなく、旧教会 (アムステルダム)と新教会 (アムステルダム)から借りた建築要素を合成したものである。それにもかかわらず、17世紀のオランダのプロテスタントの教会がどのような眺めであったのか、そしてどのように用いられたのかを想起させてくれる。フランドルのカトリック教会とは異なり、オランダのプロテスタントの教会は地味で飾り気がなく、祭壇画も彫像もない。支柱に掛かる菱形や長方形のパネルやタブレットは、故人の思い出として飾られた墓碑や紋章のついた盾である。
前景に描かれているのは、教会に直接、死者を埋葬するという、当時流行していた風習の場面である。中央には開いた墓穴が見える。前掛けをしてシャベルを持つ右側の男は、教会管理人か墓堀人であろう。彼は、黒服を着た上品な紳士と話している。デ・ウィッテやほかの画家たちの教会内部の絵画には、しばしば教会管理人が目立つように描かれているため、描き込まれているのには特別な意味があったに違いない。教会管理人は現世の儚さを鑑賞者に想起させるので、何らかの道徳的なメッセージを伝えているのであろう。なお、墓穴のすぐそばでは2匹の犬が戯れているが、誰も気づいていない。